# Theloderma horridum
Theloderma horridum là một loài ếch trong họ Rhacophoridae. Chúng được tìm thấy ở Indonesia, Malaysia, Singapore, và Thái Lan.
Môi trường sống tự nhiên của chúng là các khu rừng ẩm ướt đất thấp nhiệt đới hoặc cận nhiệt đới. Loài này đang bị đe dọa do mất môi trường sống.